# 로날드주머니쥐
로날드주머니쥐(Monodelphis ronaldi)는 주머니쥐과에 속하는 남아메리카 주머니쥐의 일종이다. 2004년에 발견했고, 세피아짧은꼬리주머니쥐(M. adusta)를 가장 많이 닮았다. 페루 마누 국립공원에서만 알려져 있으며, 아마존 우림에서 서식한다. 학명은 미국인 동물학자 로날드 파인(Ronald H. Pine)의 이름에서 유래했다.